# Worms (игра, 2007)
Worms (с англ. — «Червяки») — видеоигра в жанре пошаговой стратегии, разработанная и изданная компанией Team17 в 2007 году для консоли Xbox 360 в сервисе Xbox Live Arcade. Впоследствии Worms была портирована на PlayStation 3 (в сервисе PlayStation Network) и различные мобильные устройства. Игра является перезапуском одноимённой серии.
В 2009 году был выпущен сиквел — Worms 2: Armageddon.

## Игровой процесс
Worms представляет собой пошаговую стратегическую игру, выполненную в двухмерной графике. Игровой процесс аналогичен предыдущим частям серии: игрок управляет командой червяков, которая должна уничтожить вражеских (количество команд, включая игрока, варьируется от 2 до 4). Противники делают свои ходы по очереди: во время хода один червяк из команды должен за ограниченный промежуток времени нанести урон червякам вражеской команды или же воздействовать на разрушаемый ландшафт. Для этого предусмотрены различные оружие и приспособления (например, базука и паяльная лампа), количество и использование которых может иметь определённые ограничения. У каждого червяка есть очки здоровья, которые уменьшаются в случае воздействия оружия и приспособлений, а также при падении со значительной высоты; если урон получил червяк, который совершает ход, то его ход заканчивается. Если очки здоровья уменьшатся до нуля или червяк упадёт в воду, то он погибает (в первом случае погибший червяк взрывает себя и на его месте появляется могила). Ландшафт может содержать различные объекты, большинство из которых так или иначе подвержены детонации (например, бочки с порохом и мины). Кроме того, иногда после хода червяка на ландшафт с воздуха сбрасываются ящики, содержащие аптечки, оружие или приспособления. Побеждает команда, в которой остался жив хотя бы один червяк, а во вражеских при этом не осталось ни одного живого червяка.
В игре присутствует одиночный и многопользовательский режимы. В одиночном режиме имеются такие типы игры, как «Быстрая игра» (англ. Quick Game), «Обучение» (англ. Training) и «Задачи» (англ. Challenges). В «Быстрой игре» нужно выбрать один из трёх уровней сложности (начинающий, средний и профессиональный), после чего начинается случайное сражение между командами. В «Обучении» игрок последовательно проходит 3 урока, узнавая об основах игры. В «Задачах» игрок должен последовательно пройти 20 постепенно усложняющихся задач, представляющих собой сражения с другими командами. В многопользовательском режиме имеются локальная или же онлайновая игра, в которых могут сражаться до 4 игроков, выбирая одну из доступных визуальных тем ландшафтов и генерируя случайные ландшафты различного строения. Имеется также возможность самому создавать и настраивать команды червяков (например, имена членов команды и набор их фраз) и схемы игры (например, время хода и количество того или иного вооружения). Кроме того, в игре действует система трофеев и достижений.

## Разработка и выход игры
Как и предыдущие части серии, игра разрабатывалась компанией Team17, она же выступила издателем. Worms была основана на предыдущей части серии, которая выпущена для портативных систем, Worms: Open Warfare, но при этом подверглась улучшениям (например, внедрена поддержка высокого разрешения изображения). На тот момент игра являлась экспериментальной для серии, став её перезапуском: разработчики поставили перед собой цель по созданию доступной игры, которая будет обладать невысокой ценой и не будет занимать много места на жёстком диске консоли. Такие решения были обусловлены началом «цифровой революции»: появлялись и стали развиваться цифровые игровые магазины и мобильные устройства, а сервис Xbox Live уже успел хорошо себя зарекомендовать. Благодаря этим факторам, создатели приняли решение выпустить Worms в сервисе Xbox Live Arcade для консоли нового поколения — Xbox 360.
Впервые Worms была показана 9 января 2007 года на выставке CES 2007. Выход же состоялся 7 марта 2007 года. Благодаря успеху игры, в 2009 году она была портирована на PlayStation 3, став доступной для покупки в её сервисе PlayStation Network, а также на устройства под управлением iOS. В 2011 году компанией EA Mobile также были изданы версии для смартфонов под управлением Android, Symbian и bada.

## Оценки и мнения
| Сводный рейтинг    | Сводный рейтинг | Сводный рейтинг | Сводный рейтинг  |
| Издание            | Оценка          | Оценка          | Оценка           |
| Издание            | iOS             | PS3             | Xbox 360         |
| ------------------ | --------------- | --------------- | ---------------- |
| GameRankings       | 64,17 %         | 76,20 %         | 75,30 %          |
| Metacritic         | N/A             | 76/100          | 75/100           |
| MobyRank           | N/A             | N/A             | 76/100           |
| Иноязычные издания |                 |                 |                  |
| Издание            | Оценка          | Оценка          | Оценка           |
| Издание            | iOS             | PS3             | Xbox 360         |
| AllGame            | · (iPad)        | [ 14 ]          | [ 15 ]           |
| CVG                | N/A             | N/A             | 7/10             |
| Eurogamer          | N/A             | N/A             | 6/10             |
| GamePro            | N/A             | 3,75/5          | 3,25/5           |
| GameSpot           | N/A             | N/A             | 7,5/10           |
| GamesRadar+        | N/A             | N/A             | [ 21 ]           |
| Hardcore Gamer     | N/A             | N/A             | 3,5/5            |
| IGN                | 5,5/10          | 7,9/10          | 7,3/10           |
| OXM                | N/A             | N/A             | 7,5/10 8/10 (UK) |
| Play (UK)          | N/A             | 91/100          | N/A              |
| Pocket Gamer       | 7/10            | N/A             | N/A              |
| TeamXbox           | N/A             | N/A             | 6,7/10           |
| 148Apps            | [ 31 ]          | N/A             | N/A              |

Игра была преимущественно положительно воспринята прессой. Среди достоинств отмечены увлекательный геймплей, красочная графика и многопользовательский режим, но в качестве минусов называлось отсутствие некоторых видов вооружения из предыдущих частей серии. Средняя оценка составила 75 баллов из 100 возможных на Metacritic, а на GameRankings — 75.30%.
Портированная версия для PlayStation 3 тоже получила позитивные отзывы. Средняя оценка составила 76 баллов из 100 возможных на Metacritic, а на GameRankings — 76.20%.
Версия для iOS была оценена более сдержанно. Она подверглась критике из-за неудобного управления и отсутствия онлайн-игры. Её средняя оценка составила 64.17% на GameRankings.

## Влияние
Worms, по словам разработчиков, сменила направление развитие серии в целом: благодаря успеху игры, последующие части франшизы тоже стали выпускаться в сервисах цифровой дистрибуции, а также на мобильных устройствах, включая эксклюзивные игры. В 2009 году вышел сиквел — Worms 2: Armageddon, в котором было добавлено больше видов вооружения и приспособлений, а также внесены многочисленные улучшения в игровой процесс; Worms 2: Armageddon получила позитивные отзывы от критиков, которые отметили отличную многопользовательскую составляющую, разнообразие контента и качественную графику.